# Kris Dielman
Kristopher M. "Kris" Dielman (født 3. februar 1981 i Goshen, Indiana, USA) er en tidligere professionel amerikansk fodbold-spiller fra USA, der spillede som guard for det professionelle NFL-hold San Diego Chargers. Han spillede for klubben hele sin NFL-karriere, startende i 2003 og sluttende i 2011.
Dielmans præstationer blev fire gange, i 2007, 2008 og 2009 og 2010 belønnet med udtagelse til NFL's All-Star kamp, Pro Bowl.

## Klubber
- 2003-: San Diego Chargers